# Erythrolamprus albertguentheri
Erythrolamprus albertguentheri är en ormart som beskrevs av Grazziotin, Zaher, Murphy, Scrocchi, Benavides, Zhang och Bonatto 2012. Erythrolamprus albertguentheri ingår i släktet Erythrolamprus och familjen snokar. Inga underarter finns listade i Catalogue of Life.
Arten förekommer i Bolivia, Paraguay och norra Argentina. Individerna lever i regionen Gran Chaco som kännetecknas av torra skogar och torra savanner. Honor lägger ägg. Denna orm är uppkallad efter den tyska zoologen Albert Günther.
I några delar av utbredningsområdet hotas beståndet av skogarnas omvandling till jordbruksmark. Hela populationen antas vara stabil. IUCN listar arten som livskraftig (LC).